# Hearts of Space (радиошоу)
Hearts of Space (рус. Хартс оф Спейс, амер.: [hɑːrts əv speɪs]; букв. с англ. «сердца космоса») — это еженедельное синдицированное общественное радиошоу в США, в  котором представлена музыка созерцательного характера; в основном состоит из эмбиент, нью-эйдж и электронных жанров, а также включает классическую, этническую, кельтскую, экспериментальную музыку и другие жанры. Девизом программы служит преамбула «Slow Music for Fast Times» (с англ. "Медленная музыка для быстрых времён"). В течение многих лет продюсер и ведущий шоу Стивен Хилл применял термин «space music» или «spacemusic» (космическая музыка) к произведениям, транслируемых на его шоу независимо от направления. Это самая продолжительная в мире радиопрограмма подобного рода.

## История
«Hearts of Space» было создано в 1973 году Стивеном Хиллом и сопродюсером Анной Тернер (Anna Turner). Сначала оно транслировалось как "Music from the Hearts of Space" - трёхчасовое ночное шоу на радио KPFA в Беркли, Калифорния; было организованно Хиллом, выходящим в прямой эфир под псевдонимом «Timotheo», а Тернер, ставшая соведущей с 1974 по 1986 годы, — под псевдоним «Annamystic».
Сокращённое до одночасовой версии радиошоу вошло в синдикацию на общественных радиостанциях в январе 1983 года и быстро росло в популярности, подписав уже свою двухсотую станцию в течение трёх лет, а к 1988 году радиопрограмма транслировалась уже на 245 общественных радиостанциях США. До 1 апреля 2010 года шоу также вещалось по ночам на спутниковом XM-радио. C начала открытия канала Audio Visions в 2001 году старые шоу демонстрировались по будням в 23:00 по восточному времени, а также на текущей неделе по субботам в 9:00; затем повторялось по воскресеньям в 21:00 по восточному времени. Затем спутниковая радиостанция Sirius XM перенесла программу на свой канал Spa до её прекращения. 4 января 2013 года шоу отметило знаменательную дату - тысячная программа в сороковую годовщину своего дебюта. По состоянию к 6 декабря 2017 году сделано 1165 выпусков радиошоу. Интернет-вещание началось в 1999 году на первых веб-вещателях NetRadio и WiredPlanet, а также на сайтах общественных радиостанций, а в 2001 году превратилось в полноценную службу подписки, предлагающую доступ по запросу ко всему архиву программ. В феврале 2021 года Hearts of Space по-прежнему транслировали более чем на 200 общественных радиостанций еженедельно.

## Детали выпусков
Так называемые "эпизоды" или "передачи" являются тематическими, начинающимися с закадрового вступления Стивена Хилла и анонсированием программы, за которыми следует почти час воспроизведения музыкальных композиций. Шоу завершается представлением плейлиста транслированных треков и исполнителей, и пожеланием ведущего, выраженного в словах: «Безопасных путешествий, любители космоса ... где бы вы ни были».
По состоянию на февраль 2023 года Hearts of Space представляет Стивен Хилл, бизнес-менеджер Лейла Раэль Хилл (Leyla Rael Hill), руководитель по связям с общественностью и маркетингу Шейла Герзофф (Sheila Gerzoff) и ассоциированный продюсер Стив Дэйвис (Steve Davis). Ряд других людей также работали над Hearts of Space, включая приглашённого продюсера Эллен Холмс (Ellen Holmes), которая создала серию шоу "Adagio Recordings Classic spacemusic".

## Связанные проекты
Радиошоу Hearts of Space породило ряд связанных проектов, включая Hearts of Space Archive — коммерческий сервис потоковой передачи эмбиент-музыки , запущенный в 2001 году; звукозаписывающий лейбл Hearts of Space Records, включая 5 подразделений, сублейблов: Hearts of Space Records для основной космической музыки; Hearts O' Space  для ирландских/кельтских альбомов; World Class  для альбомов world-music; Fathom для звучания глубоких дарк-эмбиент альбомов таких исполнителей, как Роберт Рич и Стив Роуч; RGB  для саундтреков и поп-ориентированных электронных альбомов). Лейбл звукозаписи выпустил почти 150 альбомов за время своего существования; он также лицензировал и выпускал европейские альбомы в США в 1980-х годах, а также выпускал альбомы для других лейблов, таких как Eckart Rahn (Celestial Harmonies, Fortuna Records, Kuckuck Schallplatten). В 2001 году лейбл (и каталог) был продан компании Valley Entertainment. Стивен Хилл, хотя и больше не связан с деловой стороной лейбла, он продолжает работать над A&R и выпускать новые компиляционные записи для лейбла.